# شهرستان لینکلن (آرکانزاس)
شهرستان لینکلن، آرکانزاس (به انگلیسی: Lincoln County, Arkansas) شهرستانی در ایالات متحده آمریکا است که در آرکانزاس واقع شده‌است.

## خصوصیات
شهرستان لینکلن ۱٬۴۸۱٫۴۸ کیلومترمربع مساحت دارد.